# Grzegorz Dolniak
Grzegorz Maciej Dolniak (ur. 17 lutego 1960 w Będzinie, zm. 10 kwietnia 2010 w Smoleńsku) – polski polityk i przedsiębiorca, z wykształcenia ekonomista, poseł na Sejm IV, V i VI kadencji.

## Życiorys
W 1979 ukończył II Liceum Ogólnokształcące im. Hanki Sawickiej w Będzinie, a w 1984 studia na Wydziale Organizacji i Zarządzania Akademii Ekonomicznej w Katowicach (jako specjalista ds. systemów zarządzania). Od 1984 do 1991 pracował w Dąbrowskiej Fabryce Obrabiarek Ponar-Defum (m.in. kierując połączonymi wydziałami tego przedsiębiorstwa). W 1991 rozpoczął prowadzenie własnej działalności gospodarczej, zakładając Przedsiębiorstwo Usługowo-Handlowe POINT w Będzinie, firmę zajmującą się usługami motoryzacyjnymi i ochroną mienia.
Po raz pierwszy został wybrany posłem w wyborach w 2001 w okręgu sosnowieckim z listy Platformy Obywatelskiej. Ponownie uzyskał mandat poselski w wyborach w 2005, w Sejmie V kadencji był przewodniczącym Komisji Spraw Wewnętrznych i Administracji i wiceszefem klubu parlamentarnego PO. W wyborach parlamentarnych w 2007 po raz trzeci został posłem, otrzymując najlepszy indywidualny wynik w okręgu wyborczym (38 444 głosy) i ponownie obejmując funkcję wiceprzewodniczącego klubu parlamentarnego. Był wiceprzewodniczącym zarządu PO w województwie śląskim, szefem jej sztabu wyborczego do Parlamentu Europejskiego w 2009 oraz wiceprzewodniczącym Komisji Spraw Wewnętrznych i Administracji w Sejmie VI kadencji.
Od 2 do 9 października 2009 pełnił obowiązki przewodniczącego Klubu Parlamentarnego PO w miejsce zawieszonego Zbigniewa Chlebowskiego, do momentu wyboru na nowego szefa Grzegorza Schetyny.
Zginął 10 kwietnia 2010 w katastrofie polskiego samolotu Tu-154 w Smoleńsku w drodze na obchody 70. rocznicy zbrodni katyńskiej. 16 kwietnia 2010 pośmiertnie odznaczono go Krzyżem Komandorskim Orderu Odrodzenia Polski. 22 kwietnia tego samego roku został pochowany na cmentarzu przy parafii Świętej Trójcy w Będzinie. Jego ciało zostało ekshumowane w nocy z 21 na 22 marca 2018 w związku z prowadzonym w Prokuraturze Krajowej śledztwem w sprawie katastrofy smoleńskiej.

## Życie prywatne
Syn Ireneusza i Aliny. Mieszkał w Gzichowie; był żonaty z Barbarą (prawniczką i polityk), miał córkę Patrycję. W 2011 jego żona i córka współtworzyły Fundację im. Grzegorza Dolniaka „Sportowa Szansa”, mającą na celu wspieranie młodych sportowców oraz propagowanie sportu wśród dzieci i młodzieży.

## Wyniki wyborcze
| Wybory | Komitet wyborczy | Komitet wyborczy      | Organ            | Okręg | Wynik        |
| ------ | ---------------- | --------------------- | ---------------- | ----- | ------------ |
| 2001   |                  | Platforma Obywatelska | Sejm IV kadencji | nr 32 | 5796 (2,07%) |
| 2005   | Sejm V kadencji  | Platforma Obywatelska | 12 151 (5,74%)   | nr 32 |              |
| 2007   | Sejm VI kadencji | Platforma Obywatelska | 38 444 (11,80%)  | nr 32 |              |